# 大誘拐
『大誘拐』（だいゆうかい）は、天藤真が1978年に発表した推理小説。1979年、第32回日本推理作家協会賞を受賞。週刊文春ミステリーベスト10の20世紀国内部門第1位。

## あらすじ

### 導入
大阪刑務所にて3度目の服役となったスリ師の戸並健次（となみ けんじ）は、犯罪は割に合わないと悟る。しかし更生して生き直すためにはまとまった金が必要であると考え、最後の大勝負として和歌山の「最後の山林王」である老婦人の柳川とし子（やながわ としこ）の誘拐を決意する。健次はとし子が支援していた孤児園の出身で、篤志家で周囲からも敬愛される彼女が危険に晒されれば、家族も身代金を絶対に用意すると踏んだのだ。
健次は雑居房で知り合った空き巣の秋葉正義（あきば まさよし）を一味に誘い入れる。そこにカッパライの三宅平太（みやけ へいた）が仲間に入れてくれと懇願し、健次はそれを受ける。日本随一の山林王柳川とし子を標的として身代金5千万を奪取、成功すれば正義と平次には各1千万を分配することになった。計画を聞いた正義と平太は躊躇するが、健次の度胸とリーダーシップを信頼し、ここにチンピラたちの誘拐団が結成される。3人は和歌山市内にアジトの確保・車・バイク・とし子の監視拠点の設定など、計画実行のための準備を整えていく。

### 事件の展開
3人組はとし子の行動を監視するも、とし子は中々自宅から出てこない。ようやく「お山歩き」を始めたとし子の行動パターンを把握し、誘拐に成功する。しかし、とし子は誘拐の直後から3人組に対し「アジトは和歌山市内ではないか」「車はマークIIではないか」「怪しい人物がうろついていたと運転手から聞いていた」と次々指摘。健次は内心動揺するも、とし子と交渉し山間部に新たなアジトを確保する。そこはなんとかつて柳川家に勤めていて、とし子の忠実な家政婦だった中村くらの自宅であった。
くらの自宅に落ち着いたとし子と3人組。とし子と話しているうちに3人組の経緯等を話し、誘拐団の名はとし子の提案により「虹の童子」（映画版ではrainbow kidsともされている）となった。そして身代金について問われる。「5千万」という金額を聞いたとし子は、穏やかな表情が一変し突然激怒。「ナンボ言わはった？アンタ。私をなんと思うてはる！痩せても枯れても大柳川家の当主やで。みそこのうてもろうてはこまるがな！私はそんな安うはないわ」「端たはめんどやから金額は切り良く100億や！それより下で取引されたら末代までの恥さらしや！ええな！100億やで！ビタ1文まからんで！」と。なんと人質が金額の値上げを言ってきた。100億と言われた3人組は思考停止し、狼狽してしまう。そのあたりからとし子が徐々に3人組を実質的に操りだす。
時を同じくして、柳川家からとし子の誘拐連絡が駐在から地元所轄田辺署を経由して和歌山県警に入る。和歌山県警の井狩大五郎（いかり だいごろう）本部長は、青年時代さんざん落第を繰り返しながら柳川家の奨学金で東大を出た人物である。恩人とし子をさらった者に対する憤怒に燃えながらも冷静に、犯人グループに敢然と立ち向かう決意をする。かくして、とし子率いる「虹の童子」と井狩の、世界犯罪史上に稀に見る奇想天外な頭脳戦が始まった。
「虹の童子」はとし子が「出演」する生中継をTV局にさせるという大胆極まりない行為に出る。2台の中継車を駆使する複雑な作戦で、さらに、わざわざサイケデリックな迷彩を施した乗用車を使ってTVカメラの前で走り去るなどマスコミ受けする行動をした。さらに海外の新聞・通信社どころか米軍までもが注目するなど、この事件は劇場型犯罪となり世界中が熱狂した。
健次・平太・正義はとし子の影響で確実に自らを成長させてゆき、完璧なチームワークを発揮するようになった。常に覆面姿だった健次がとし子に素顔を見せた。とし子は彼の孤児園時代のやんちゃなエピソードをすらすらと容易に思い出した。健次は驚愕し、うれし涙を浮かべる。一方、ごく短期間で100億を用意するという一見無茶な要請をされた息子・娘たちも、資金調達に知恵を絞る中でそれまでの世間知らずのボンボン状態を一変させ団結・成長してゆく。

### 事件の結末
高度な知性がぶつかり合う様々な応酬ととし子の勇敢な行動に、100億は「虹の童子」の手に落ち、行方不明となった。その数日後、とし子はいかにも誘拐犯から解放されたかのような形で発見され、事件は収束した…かに見えた。しかし緻密な推理と刑事としての長年の勘から、ただ一人、井狩本部長は限りなく真相に迫っていた。この事件の首魁は並大抵の人間ではない。言うなれば「獅子の風格と、狐の抜け目なさと、そして奇妙なことだがそれにパンダの親しさ」を兼ね備えたもの──すなわちとし子本人である、と。彼は意を決してとし子との最後の「対決」に出向く。名家の主として常に毅然とした態度を要求され続けてきたとし子であったが、井狩の前では本心を素直に吐露し、頭まで下げてみせた。ただし100億の行方と実行犯3名の正体についてはがんとして口を割らなかった。
そしてとし子の行動の動機が、モノローグの形で明かされる。それは戦争に国民を巻き込んだうえ3人の子供の命をも奪い、さらには相続税物納の形で美しい紀州の森林を略奪する政策をとった日本国政府に対する、憤怒と復讐だった。さらに戦後に残った4人の子供らの不甲斐無い有様に加え、体の変調、周囲の人々の微妙な態度とから自らの死期が近いことを悟った名家の盟主が、愛する森と山々を守るために国家権力に挑んだ、これは一世一代の凄絶な戦いなのであった。今回の誘拐事件はとし子にとって自分の死後確実に衰退するであろう柳川家を蘇らせ、そして、子供等に活をいれ、御山を守るチャンスだったのだ。3人との遭遇を天佑としたとし子にとって、この2週間の「事件」は老後の寂しい生活に花咲いたいっときの「メルヘン」のようなひと時だった。
井狩は最後に2点だけ確認した。「百億円が悪用されることはないか」「彼ら3人は悪事を繰り返すことはないか」。とし子は「無い」と答え、井狩はそれを信じた。彼はすべての真実を自分の内心に収め、公式には未解決事件として本件を処理するのだった。

### 後日談
実行犯のその後の軌跡は四者四様である。平太は、母や妹など家族らを救うために必要な一千万円だけを受け取り、今後は悪事から足を洗うと誓って故郷に帰った。正義は、アジトでくらから紹介された隣村の娘・邦子と結婚することとなり、一円たりとも受け取らず堅気となった。そして健次はその後柳川家の出入り大工職人になった。とし子は体重が少し戻るなど健康をやや取り戻し、しばらくは命に別状はなさそうである。子供らや健次たちの成長を見守ること、紀伊の美林を守り抜くこと、百億円の有効な使い道を考えること……一時は生きる気力を失いかけたとし子には、新しい生き甲斐ができたのである。

## 書籍情報
- 『大誘拐』カイガイ出版部、1978年
- 『大誘拐』徳間書店（トクマノベルス）1979年5月
- 『大誘拐』角川書店（角川文庫）1980年1月、ISBN 978-4-04-146601-8
- 『大誘拐 新装版』徳間書店（トクマノベルス）1990年11月、ISBN 978-4-19-154404-8
- 『日本推理作家協会賞受賞作全集 37 大誘拐』双葉社（双葉文庫）、1996年5月、ISBN 4-575-65827-8
- 『大誘拐』 東京創元社〈創元推理文庫〉、2000年7月、ISBN 4-488-40809-5

## 映画
1991年に『大誘拐 RAINBOW KIDS』（だいゆうかい レインボー・キッズ）のタイトルで映画化された。
舞台となった和歌山の地元独立局であるテレビ和歌山が撮影協力し、局内やスタジオ、テレビ中継車が随所に登場したほか、作中に登場する中継スタッフの大半を実際のテレビ和歌山の社員が務めた。監督の岡本喜八の実娘である岡本真実が主要な役で出演しているほか、山藤章二と景山民夫が友情出演している（終盤、柳川家前のマスコミのシーン）。
柳川本家の屋敷の所在地は、原作小説では「和歌山県津ノ谷村」という架空の村であったが、映画では実在する「和歌山県龍神村」に変更されている（原作においても、津ノ谷村の立地や描写は現実での龍神村をモデルにしたと推察される描写がみられる）。龍神村からの中継は、当時の技術ではSNGでのみ可能だったが、リアリティを出すためにわざわざSNG対応の中継車を名古屋から運び撮影に使用した。
これまで受注作品を除いてはATG作品しか製作してこなかった喜八プロダクションが、ニチメンとフジエイトの共同出資を仰いで初の大作規模の製作に臨んだ。岡本監督の古巣である東宝は配給とスタジオ等の製作協力のみで出資はしていない。結果はクリーンヒットで喜八プロに黒字をもたらした。岡本監督の長年の盟友であった田中友幸（東宝映画社長）はこの結果を喜ぶとともに、東宝が共同制作できなかったことを詫びるコメントを出している。

### キャスト（映画版）
- 柳川とし子：北林谷栄
- 戸並健次：風間トオル
- 秋葉正義：内田勝康
- 三宅平太：西川弘志
- 柳川国二郎：神山繁
- 柳川可奈子：水野久美
- 柳川大作：岸部一徳
- 柳川英子：田村奈巳
- 串田（柳川家の使用人）：天本英世
- 安西（柳川家の運転手）：奥村公延
- 吉村紀美：松永麗子
- 邦子（隣村の娘）：岡本真実
- 『東京』（和歌山県警）：嶋田久作
- 鎌田（和歌山県警刑事部捜査一課長）：橋本功
- 古参（和歌山県警）：常田富士男
- 駐在さん（龍神村派出所）：山本廉
- 高野（ヘリパイロット）：本田博太郎
- テレビ和歌山報道局長：上田耕一
- 長沼（「テレビ和歌山」チーフアナウンサー）：松澤一之
- テレビ和歌山アナウンサー：鷲生功
- ラジオ和歌山社長：藤木悠
- ナレーター：寺田農
- 佐久間（和歌山県警刑事部長）：竜雷太
- テレビ和歌山社長：中谷一郎
- 中村くら：樹木希林
- 井狩大五郎（和歌山県警本部長）： 緒形拳

### スタッフ（映画版）
- 監督・脚本：岡本喜八
- 原作：天藤真
- プロデューサー：森知貴秀、水野洋介
- 監督補佐：山下賢章
- 撮影：岸本正広
- 美術：西岡善信、加門良一
- イラスト：山藤章二
- 録音：神保小四郎
- 照明：佐藤幸次郎
- 助監督：橋本匡弘
- 音楽：佐藤勝
- 主題歌：サイコヒステリックス「MESSAGE〜大誘拐のテーマ」
- 協力：東宝映画、映像京都、東京現像所、にっかつスタジオセンター
- 製作：「大誘拐」製作委員会（喜八プロ、ニチメン、フジエイト）[注 2]
- 配給：東宝

## 受賞／ノミネート
※太字が受賞、太字でないものはノミネート。
- 第15回日本アカデミー賞[3]
  - 最優秀監督賞（岡本喜八）／最優秀脚本賞（岡本喜八）／最優秀主演女優賞（北林谷栄）／最優秀編集賞（鈴木晄・川島章正）
  - 優秀作品賞／優秀助演女優賞（樹木希林）／優秀音楽賞（佐藤勝）／優秀撮影賞（岸本正広）／優秀照明賞（佐藤幸次郎）／優秀美術賞／優秀録音賞（神保小四郎）／優秀編集賞
- 第65回キネマ旬報ベスト・テン
  - 委員選出日本映画部門第2位／主演女優賞（北林谷栄）
- 第46回毎日映画コンクール
  - 日本映画優秀賞／女優主演賞（北林谷栄）
- 第4回日刊スポーツ映画大賞
  - 石原裕次郎賞（岡本喜八）

## テレビドラマ（東海テレビ版）
『大誘拐2018』（だいゆうかい2018）のタイトルで、「東海テレビ60周年記念ドラマ」として東海テレビと共同テレビの制作によりフジテレビ系列で2018年12月14日 19:57 - 21:55に放送された。主演は岡田将生。舞台は東海地方に移されている。

### キャスト（東海テレビ版）
- 戸並健一[注 4] - 岡田将生
- 柳川とし子 - 富司純子
- 三宅平太 - 中尾明慶
- 秋葉正義 - 森田甘路
- 柳川国二郎 - 長谷川朝晴
- 田野加奈子 - 国生さゆり
- 柳川大作 - 棚橋弘至（新日本プロレス）
- 田宮英子 - 平岩紙
- 安西順 - 渡辺憲吉
- 原口刑事 - 田中聡元
- 塚本刑事 - 藤本泉
- ミナちゃん - 岡本玲
- 吉村紀美 - 伊原六花
- 中村くら - 榊原郁恵
- 鎌田浩一 - 大浦龍宇一
- 刀禰本部長 - 杉本哲太
- 井狩大五郎[注 5] - 渡部篤郎
- 吉川美代子、庄野俊哉（東海テレビアナウンサー）、木村卓寛 ほか

### スタッフ（東海テレビ版）
- 原作 - 天藤真 『大誘拐』（東京創元社）
- 脚本 - 宅間孝行
- 演出 - 木下高男（共同テレビ）
- 主題歌 - Toshl「ひこうき雲」
- ロケ協力 - 名古屋市役所、愛知県フィルムコミッション協議会、なごやロケーションナビ、長瀞町　ほか
- 警察監修 - 古谷謙一
- 方言指導 - 柴田浩味
- プロデューサー - 市野直親（東海テレビ）、貸川聡子（共同テレビ）、髙田良平（共同テレビ）
- 企画 - 横田誠（東海テレビ）
- 制作 - 東海テレビ、共同テレビ

## その他の映像化作品
映画公開の10年前となる1981年に読売テレビによってテレビ映画化されており、同年3月12日に日本テレビ系列の『木曜ゴールデンドラマ』で放送。岡本喜八の愛弟子である山本迪夫がメガホンを取っている。脚本は、やはり岡本作品『月給泥棒』を書いたこともある松木ひろし、刀自は水の江瀧子、猪狩本部長は岸田森、虹の童子は藤岡弘、小倉一郎、平泉征という顔ぶれであった。撮影は1年近く前に行われていたが、1980年は現実の誘拐事件が続発した年で、放映は大幅にずれこんだ。
2007年には韓国でリメイク版が作られている。『大誘拐 〜クォン・スンブン女史拉致事件〜』（韓国題『권순분 여사 납치사건』「クォン・スンブン ヨサ ナプチサゴン」）という題で、日本語字幕版DVDも発売されている。原作の大枠を保ちながらギャグ色を強め、どの登場人物もキャラクターが濃くなっている。